# Amaechi Morton
Pour les articles homonymes, voir Amaechi.
Amaechi Morton (né le 30 octobre 1989 à Atlanta, aux États-Unis) est un athlète nigérian, spécialiste du 400 mètres haies.

## Biographie
Né à Atlanta, de mère nigériane, il possède la double nationalité nigério-américaine. Étudiant à l'Université Stanford, près de San Francisco, Amaechi Morton établit un nouveau record de l'université en 2009 en réalisant le temps de 50 s 11 sur 400 m haies. Deuxième des sélections nigérianes sélectives pour les Championnats du monde de Berlin, il participe à l'épreuve du relais 4 × 400 m et permet à l'équipe de Nigeria d'atteindre la finale (8e).
Invaincu lors de la saison universitaire 2011, Amaechi Morton remporte début juin à Des Moines le titre NCAA du 400 m haies en portant son record personnel à 48 s 79. En 2012, il refuse les propositions de la fédération américaine d'athlétisme, préférant concourir pour le Nigeria. Fin juin 2012, à Porto-Novo au Bénin, il décroche son premier succès international en s'imposant en finale des Championnats d'Afrique, en 49 s 32, devant le Sénégalais Mamadou Kasse Hanne et le Kényan Boniface Mucheru, et s'adjuge par ailleurs le titre du 4 × 400 m en compagnie de Saul Weigopwa, Abiola Onakoya et Isah Salihou. Sélectionné pour ses premiers Jeux olympiques, début août 2012 à Londres, il est disqualifié en demi-finale. 

### Palmarès
| Date | Compétition            | Lieu       | Résultat | Épreuve     | Temps         |
| ---- | ---------------------- | ---------- | -------- | ----------- | ------------- |
| 2012 | Championnats d'Afrique | Porto-Novo | 1er      | 400 m haies | 49 s 32       |
| 2012 | Championnats d'Afrique | Porto-Novo | 1er      | 4 × 400 m   | 3 min 02 s 39 |
| 2014 | Championnats d'Afrique | Marrakech  | 2e       | 400 m haies | 48 s 92       |
| 2014 | Championnats d'Afrique | Marrakech  | 2e       | 4 × 400 m   | 3 min 03 s 09 |

### Records
| Épreuve     | Performance | Lieu       | Date        |
| ----------- | ----------- | ---------- | ----------- |
| 400 m haies | 48 s 79     | Des Moines | 8 juin 2012 |